# Les Chants de Noël de monsieur Hankey
Les Chants de Noël de monsieur Hankey (Mr. Hankey's Christmas Classics en version originale) est le quinzième épisode de la troisième saison de la série animée South Park, ainsi que le 46e épisode de l'émission.
Cet épisode spécial Noël est le seul épisode musical de la série. L'épisode est dédié à Mary Kay Bergman, la voix de la plupart des personnages féminins dans la série. C'est le dernier épisode où l'on peut entendre sa voix (cet épisode fut enregistré bien avant Les Comptines du singe batteur et la mort de la doubleuse). La chanson On vous souhaite un joyeux Noël, la seule à ne pas être modifiée, sera chantée en son honneur. Ainsi, tous les personnages y participent et lorsqu'ils chantent « Ne pensons qu'aux bons souvenirs qu'on a des Noël d'hier », on peut voir la plupart des personnages qu'elle a doublés dans un cadre blanc.
En septembre 2008, les procureurs russes ont déposé une requête visant à interdire la série à la suite des plaintes reçues au sujet de cet épisode.

## Synopsis
M. Hankey présente ses meilleurs vœux sous forme de showcase musical où tout le monde participe.
Les chansons sont :
1. M. Hankey Caca Noël (Intro), chantée par le facteur et des enfants ;
2. Dreidel, Dreidel, Dreidel, chantée par Stan, Cartman et la famille Broflovski ;
3. O Tannenbaum, chantée par Adolf Hitler ;
4. Noël en Enfer, chantée par Satan ;
5. Sonnent les cloches, chantée par M. Mackey ;
6. Sainte nuit, chantée par Eric Cartman ;
7. Joyeux putain de Noël, chantée par M. Garrison ;
8. J'ai vu trois navires, chantée par Shelley, interrompue par Stan et Kyle ;
9. Medley Noël, chantée par Jésus et le Père Noël, dont :
  1. Joy to the World,
  2. Up on the House Top,
  3. Away in a Manger,
  4. Adeste Fideles,
  5. Hark! The Herald Angels Sing,
  6. Douce nuit, sainte nuit,
  7. Rio,
  8. Let It Snow! Let It Snow! Let It Snow!,
10. On vous souhaite un joyeux Noël, chantée par M. Hankey et les personnages principaux.

## Invités
- Rolland Smith (caricature, Trey Parker grimé pour lui ressembler)
- Adolf Hitler (photo et caricature enfant)
- Jeffrey Dahmer (caricature)
- John Fitzgerald Kennedy (photo)
- John Fitzgerald Kennedy Jr. (photo)
- Mao Zedong (photo)
- Gengis Khan (caricature)
- Michael Landon (photo avec un corps de femme)
- Lady Diana (photo)
- Gene Siskel (photo)

## Mort deKenny
Il est écrasé par un lustre puis se fait manger par des rats. Le miracle de Noël ne lui aura donc été accordé que la première saison (Monsieur Hankey, le petit caca Noël) et dans la saison 6, quand il ressuscite dans La Chute du traîneau rouge.